# ابراهیم ابناسی
ابراهیم اَبناسی لقب‌گرفته به برهان‌الدین و کُنیهٔ ابواسحاق (۱۳۲۵–۱۳۹۹) (نسب: ابراهیم بن موسی بن ایوب) فقیه شافعی مصری در سدهٔ چهاردهم میلادی/هشتم هجری بود. در جوانی به قاهره کوچید، آنجا فقه و حدیث فراگرفت، سپس در مکه و شام ادامه داد. در الازهر به افتا و تدریس گماشته شد. به او قضاوت پیشنهاد شد، اما نپذیرفت. درحالیکه از حج بازمی‌گشت در عون القصب (نزدیکی ضبای کنونی، تبوک) درگذشت.

## آثار
- العدة من رجال العمدة
- الدرة المضیة فی شرح الألفیة: در مسجد الاقصی تألیف آن را تمام کرد.
- الشذا الفیاح من علوم ابن الصلاح